# Marian Iwańciów
Marian Iwańciów (ur. 4 lutego 1906 w Złoczowie, zm. 14 marca 1971 w Zamościu) – polski malarz, grafik, pedagog.

## Życiorys
Syn Filipa Iwańciowa i Stanisławy Marii, z domu Sieprawskiej. Studia artystyczne odbywał na Wydziale Sztuk Pięknych Uniwersytetu Stefana Batorego w Wilnie (1929–1934) oraz na Uniwersytecie Mikołaja Kopernika w Toruniu (1949–1950). Malarstwo studiował u Ferdynanda Ruszczyca, Tymona Niesiołowskiego i Ludomira Sleńdzińskiego, a grafikę u Jerzego Hoppena.
Obok twórczości plastycznej zajmował się też pracą pedagogiczną. Uczył w Wilnie i w Trokach. Po obronie września 1939 dostał się do niewoli radzieckiej i przez dwa miesiące był więźniem Gułagu na Sołowkach. Gdy więzienie zostało zlikwidowane (a pozostałe po nim budynki adaptowane na potrzeby floty radzieckiej) wrócił do Wilna gdzie ponownie podjął pracę nauczyciela. W roku 1944 zamieszkał w Trokach.
W latach 1933, 1934/1935 prace Mariana Iwańciów prezentowano na wystawach sprawozdawczych organizowanych w Wilnie przez Uniwersytet Stefana Batorego. W roku 1939 brał udział w ogólnopolskiej wystawie grafiki o tematyce wojskowej w Poznaniu, a rok później w wystawie malarstwa grupy "Niezależnych" w Wilnie. Wystawy indywidualne m.in. we Wrocławiu (1953), Lublinie (1960, 1963, 1964) i w Zamościu (1963, 1964, 1966). Uczestniczył w Ogólnopolskiej Wystawie Marynistycznej w 1964. Podróżował m.in. do Bułgarii, Francji, Jugosławii i Rumunii, gdzie namalował serię obrazów oraz liczne studia pastelowe i akwarelowe. Prace te prezentowane były w ramach indywidualnej wystawy pt. Notatki z podróży w Lublinie (1964) i w Zamościu (1966).
W 1945 roku został przymusowo wysiedlony z Wilna i znalazł się na Ziemiach Odzyskanych. Zamieszkał w Górze Śląskiej, gdzie podjął pracę jako nauczyciel w gimnazjum i w liceum ogólnokształcącym. W 1953 zamieszkał w Zamościu, zostając nauczycielem, a następnie, dyrektorem Liceum Sztuk Plastycznych (1965–1969). Zorganizował Dziecięcą Olimpiadę Rysunkową (1958) i Ośrodek Krzewienia Kultury Plastycznej przy Zarządzie Powiatowym ZNP w Zamościu (1961).
Był autorem artykułów, m.in. "Nowe formy wychowania przez sztukę" ("Rysunek" 1960 nr 3) i "20 lat PLSP" ("Kamena" 1964 nr 22). Powodzeniem cieszyły się w Zamościu urządzane przez artystę wystawy dydaktyczno-problemowe plastyki i wystawy upowszechniające osiągnięcia plastyków z różnych ośrodków artystycznych Polski. Bezpartyjny. Za działalność artystyczną odznaczony Złotym Krzyżem Zasługi. Był współtwórcą "Grupy Zamojskiej" i czołowym przedstawicielem zamojskiego środowiska plastycznego.